# PB-7
PB-7浮航装甲車はソビエト連邦の装甲車である。

## 概要
PB-7は水上装甲車として制式採用に至らなかったPB-4の改良型として1936年から開発が行われた同系の車両である。
開発は引き続きイジョルスキー製鋼所が担当し、浮航能力を持たせると装甲が薄くなり、正面戦闘には投入できないという結論に達したことから、最初から偵察用として開発が行われた。
しかしこの頃にはT-37などの量産性の高い水陸両用車両の開発が軌道に乗っており、PB-7はそれらの生産を抑えてまで量産する価値がないとして、PB-4同様やはり10輌の生産で試作止まりとなった。

## 性能
シャーシはGAZ-AAA6輪トラックのものを用い、車体形状を水上向きに設計し直した。
また武装を航空機関銃であるShKAS機銃一本にすることで、重量を抑え、且つエンジンの馬力を高めたことで速度などとのバランスがある程度取れた。
装甲厚はPB-4と大差ないが、傾斜装甲を採用したことで防御能力は上昇している。
しかし武装の弱体化などをしたにもかかわらず、やはり肝心の水上性能は高いとは言えず、増して偵察車としては軍を満足させるには至らなかった。

## 参考
- PB-7の画像